# Any Man in America
Any Man in America — шестой студийный альбом Blue October, был записан в период с июня 2010 по март 2011 года. Дата релиза — 16 августа 2011 года.

## Об альбоме
Демо-версии всех песен были записаны в домашней студии Джастина Фёрстенфелда — «Crazy Making Studios» (Сан-Маркос, штат Техас). Финальная версия была записана в «Matchbox Studios» (Остин, Техас), «Crazy Making Studios» и «Wire Recording» (Остин).
Впервые песня с альбома была исполнена в декабре 2010 г. во время сольного выступления Джастина Фёрстенфелда — The Honesty была исполнена а капелла. В феврале 2011 г. состоялась премьера фрагментов нескольких песен с альбома. 8 февраля участник групп «Longwave» и «Hurricane Bells» Стив Шильтц, принявший участие в записи нового альбома «Blue October» выложил видео, где они совместно работают в студии над песней Feel Again. Затем, 17 и 18 февраля Джастин Фёрстенфелд в качестве приглашенного ведущего на радиостанцию «101X» презентовал фрагменты ещё четырёх песен: «The Chills», «The Flight: Lincoln to Minneapolis», «You Waited Too Long» и «The Getting Over It Part». Первой из новых песен была исполнена 4 мая в г. Чикаго песня Feel Again. 12 мая в эфире радиостанции 101.9 RXP (Нью-Йорк) состоялась премьера сингла «The Chills», официальный релиз 31 мая.
Видео на эту песню было представлено 25 июля при поддержке VEVO.
Второй сингл «The Feel Again (Stay)» был официально выпущен 14 июня 2011 года, видео на неё появилось 10 июня.
Видео на третий сингл «The Worry List» было выпущено 24 апреля 2012 г.
Для обложки альбома был использован рисунок 3-летней девочки Блюбэлл, дочери продюсера Тима Палмера, на котором изображен вокалист Blue October Джастин Фёрстенфелд.
Альбом представляет собой историю о том, как Джастин был предан собственной женой, которая ушла к другому. Также альбом описывает процесс развода и борьбы родителей за право воспитывать дочь Блю.

## Значение альбома
Позднее Джастин Фёрстенфелд признавался, что прослушивание этого альбома для него сродни просмотру документального фильма о собственной смерти. На альбоме есть лишь две песни, которые он может слушать — «The Feel Again» и «The Worry List», остальные же звучат, будто у разозленного мужчины отобрали ребёнка и он сходит с ума. Более того, он сожалеет о написании песен «Any Man in America», где нелицеприятно высказывается в адрес судьи, занимавшегося бракоразводным процессом, его семьи, а также бывшей жены, и песни «The Flight», в которой рассказывает подробности случившегося с ним на фоне новостей о том, что его бросила жена, психического срыва .
Тем не менее, Фёрстенфелд признается, что работа над альбомом помогла ему не покончить с собой. В то время он снова активно начал употреблять алкоголь и наркотики и только музыка помогла ему не потерять смысл жизни.

## Список композиций
Все тексты написаны Джастином Фёрстенфелдом.
| №                   | Название                              | Музыка                                                                 | Длительность |
| ------------------- | ------------------------------------- | ---------------------------------------------------------------------- | ------------ |
| 1.                  | «Everything (AM Limbo)»               |                                                                        | 0:52         |
| 2.                  | «The Feel Again (Stay)»               | Джастин Фёрстенфелд, Джереми Фёрстенфелд, Мэтт Новески, Райан Делахуси | 6:00         |
| 3.                  | «The Money Tree»                      | Джастин Фёрстенфелд                                                    | 4:59         |
| 4.                  | «For the Love»                        | Джастин Фёрстенфелд                                                    | 4:43         |
| 5.                  | «Drama Everything»                    | Джастин Фёрстенфелд, Энди Шарп                                         | 4:30         |
| 6.                  | «The Chills»                          | Джастин Фёрстенфелд, Тим Палмер                                        | 3:34         |
| 7.                  | «The Flight (Lincoln to Minneapolis)» | Джастин Фёрстенфелд                                                    | 6:45         |
| 8.                  | «Any Man in America»                  | Джастин Фёрстенфелд                                                    | 6:25         |
| 9.                  | «You Waited Too Long»                 | Джастин Фёрстенфелд, Тим Палмер                                        | 4:28         |
| 10.                 | «The Honesty»                         | Джастин Фёрстенфелд                                                    | 4:22         |
| 11.                 | «The Getting Over It Part»            | Джастин Фёрстенфелд, Тим Палмер                                        | 4:38         |
| 12.                 | «The Worry List»                      | Джастин Фёрстенфелд, Дуайт Бэйкер                                      | 4:32         |
| 13.                 | «The Follow Through»                  | Джастин Фёрстенфелд                                                    | 6:10         |
| Общая длительность: | Общая длительность:                   | Общая длительность:                                                    | 1:01:58      |

## Участники записи
Blue October:
- Джастин Фёрстенфелд — стихи, вокал, гитара в треках 1, 2, 4, 8, 10, 11, 12, 13, продюсер
- Райан Делахуси — скрипка, мандолина, клавишные
- Джереми Фёрстенфелд — барабаны, перкуссия
- Си Би Хадсон — гитара в треке 6
- Мэтт Новески — бас-гитара, гитара в треке 7

Сессионные музыканты:
- Стив Шильц — гитара в треках 3, 5 и 9
- Патрисия Линн — вокал в треках 11 и 13
- Ray C — вокал в треке 8
- Эвери Новески — вокал в треке 11
- Брендан Бонд — труба в треке 4
- Тим Палмер[англ.] — гитара в треках 1, 2, 4, 8, 10, 11, 12, 13

Продакшн:
- Тим Палмер[англ.] — продюсер, сведение, звукоинженер
- Дуайт Бэйкер — звукоинженер
- Энди Шарп — звукоинженер
- Джефф Уильямсон — звукоинженер
- Трэвис Кэннеди — ассистент звукоинженера
- Джоуи Бенджмамин — ассистент звукоинженера
- Алан Адамс — барабанный техник
- Пэт Райан — гитарный техник
- Джерри Табб — мастеринг (в «Terra Nova Digital Audio, Inc.», Остин)

Менеджмент:
- Пол Наджент («Rainmaker Studios»)
- Майк Свинфорд («Rainmaker Studios»)
- Рэнди Миллер («Rainmaker Studios»)

Прочее:
- Абел Лонгория — фотограф
- Брэд Бонд — дизайн упаковки, фотограф
- Дженнифер Веенхоф — фотограф
- Блюбэлл Палмер — рисунок на обложке